# Sayada (Mostaganem)
Pour les articles homonymes, voir Sayada.
Sayada, anciennement Pélissier lors de la colonisation française, est une commune de la wilaya de Mostaganem en Algérie, située dans la proche banlieue de Mostaganem.

## Géographie

### Situation
Sayada est située au sud-est de Mostaganem.
| Mostaganem    | Mostaganem | Kheireddine |
| Mostaganem    | Sayada     | Kheireddine |
| Hassi Mameche | Mesra      | Mansourah   |

## Histoire
Le village des Libérés fut fondé en 1846 pour des militaires libérés. Le 31 décembre 1856, il prit le nom de Pélissier (en référence au maréchal Aimable Pélissier) et fut érigé en commune de plein exercice. Rattachée au département de Mostaganem en 1956, la commune prit le nom de Sayada à l'indépendance.

## Démographie
Selon le recensement général de la population et de l'habitat de 2008, la population de la commune de Sayada est évaluée à 28 675 habitants contre 21 900 en 1998.